# Колесникова (річка)
Колесникова — річка в Україні на території Харцизкої та Макіївської міських рад Донецької області. Ліва притока річки Грузької (басейн Азовського моря).

## Опис
Довжина річки 13 км, похил річки 7,0 м/км  площа басейну водозбіру 57,6 км², найкоротша відстань між витоком і гирлом — 12,22 км, коефіцієнт звивистості річки — 1,06. Формується багатьма балками та загатами.

## Розташування
Бере початок на північно-зхідній околиці м. Харцизьк. Тече переважно на південний захід через селища П'ятипілля, Гусельське і у селищі Грузько-Зорянське впадає у річку Грузьку, ліву притоку річки Кальміусу.
Населені пункти вздовж берегової смуги: Шевченко, Межове.

## Цікаві факти
- На річці існує багато териконів[2].
- Річки перетинає автошлях Н21 (автомобільний шлях національного значення на території України, Старобільськ — Луганськ — Хрустальний — Макіївка — Донецьк. Проходить територією Луганської та Донецької областей).